# Осинники (Псковская область)
Осинники — опустевшая нежилая деревня в Себежском районе Псковской области России. Входит в состав городского поселения Идрица. Фактически урочище.

## География
Находится на юго-западе региона, в центральной части района, в лесной местности около озёр Карасинцы, Луковское.
Уличная сеть не развита.

## История
В 1802—1924 годах земли поселения входили в Себежский уезд Витебской губернии.
В 1941—1944 гг. местность находилась под фашистской оккупацией войсками Гитлеровской Германии.
До 1995 года деревня входила в Мостищенский сельсовет. Постановлением Псковского областного Собрания депутатов от 26 января 1995 года все сельсоветы в Псковской области были переименованы в волости и деревня стала частью Мостищенской волости.
В 2015 году Мостищенская волость, вместе с Осинники и другими населёнными пунктами, была влита в состав городского поселения Идрица.

## Население
| 2001 | 2002 | 2010 |
| ---- | ---- | ---- |
| 0    | →0   | →0   |

## Инфраструктура
Было личное подсобное хозяйство.

## Транспорт
Деревня доступна по просёлочным дорогам.